# Rivers Cuomo
Rivers Cuomo je americký hudebník narozený 13. června 1970. Je hlavním zpěvákem, kytaristou, pianistou a skladatelem rockové skupiny Weezer.
Během dětství se jeho rodina často stěhovala, vyrůstal v řadě buddhistických komunit na Severovýchodě USA až do věku 10 let, kdy se rodina usadila v Centrálním Connecticutu. Tam navštěvoval řadu veřejných škol, než se v 18 letech přestěhoval do Los Angeles. Před založením kapely Weezer v roce 1992 hrál v několika kapelách v Connecticutu a Kalifornii. Po úspěchu debutového alba Weezer a následném turné si dal pauzu od hudby kvůli rekonvalescenci po operaci nohy a přihlásil se na Harvardovu univerzitu, z níž ale později odešel, aby nahrál druhé Weezer album Pinkerton (1996); Harvard absolvoval v roce 2006. Ačkoliv album Pinkerton zpočátku nebylo úspěšné a bylo považováno za selhání, což nutilo Cuoma tvořit více popovou hudbu, bývá nyní řazeno mezi nejlepší alba devadesátých let a bylo platinově certifikováno.
Cuomo vydal několik kompilací dem, jako je Alone: The Home Recordings of Rivers Cuomo (2007), Alone II: The Home Recordings of Rivers Cuomo (2008) a Alone III: The Pinkerton Years (2011). Spolupracoval s umělci jako je B.o.B a Todd Rundgren. Se Scottem Murphym vydal v japonském jazyce dvě alba s názvem Scott & Rivers.

## Život
Rivers Cuomo se narodil 13. června 1970 v New Yorku otci italského původu a matce německo-anglického původu. Teorie ohledně vzniku jeho jména se liší. Podle jedné ho matka Beverly Shoenberger pojmenovala Rivers buď proto, že se narodil mezi řekami East a Hudson na Manhattanu, nebo proto, že pod svým nemocničním oknem slyšela řeku. Jeho otec Frank Cuomo – hudebník, který hrál na bicí v albu jazzového saxofonisty Wayna Shortera Odyssey of Iska z roku 1971 – však tvrdí, že Cuomo byl pojmenován po třech prominentních fotbalistech: Rivellino, Luigi Riva a Gianni Rivera, z nichž všichni hráli na mistrovství světa 1970.
Rivers vyrůstal v newyorském Rochesteru v Rochester Zen Centru, dokud jeho otec v roce 1975 neopustil rodinu. Jeho matka rodinu přestěhovala do Yogavillu, ášramu v Pomfretu. Cuomo navštěvoval 'Pomfret Community School' a jeho matka se provdala za Stephena Kittse. V roce 1980 se rodina přestěhovala z Yogavillu do Virginie. Poté se rozhodla bydlet v Connecticutu v oblasti, kde se nachází Storrs a Mansfield. Během této doby Cuomo navštěvoval 'Mansfield Middle School' a 'EO Smith High School'. Rivers byl členem středoškolského sboru a vystupoval ve školní inscenaci Pomády jako Johnny Casino. Také si změnil jméno na Peter Kitts; po promoci se ke svému původnímu jménu vrátil.
Jedním z prvních Cuomových hudebních projektů byla glammetalová skupina Avant Garde. Po odehrání několika koncertů v Connecticutu se kapela v roce 1989 přestěhovala do Los Angeles a přejmenovala se na Zoom, nicméně v roce 1990 se rozpadla. Během této doby Cuomo navštěvoval školu 'Santa Monica College'. V letech 1990 a 1991, když psal texty pro nadcházející debutové album kapely Weezer, byl "bedňákem" kapely King Size a pracoval u Tower Records, kde poslouchal „v podstatě všechno, co v té době vycházelo... Byl jsem vystaven spoustě hudby, kterou bych jinak nikdy býval neslyšel.“

## Weezer
Cuomo založil kapelu Weezer v roce 1992 s bubeníkem Patrickem Wilsonem, basistou Mattem Sharpem a kytaristou Jasonem Cropperem. "Weezer“ byla přezdívka, kterou Cuomovi dal otec, když byl batole. Kapela podepsala 25. června 1993 smlouvu s DGC, dceřinou společností Geffen Records, a v květnu 1994 vydala stejnojmenné debutové album běžně známé jako Blue Album. Během nahrávání alba Cuomo požádal Croppera, aby kapelu opustil. Byl nahrazen Brianem Bellem. Album bylo 1. ledna 1995 certifikováno jako platinové s prodejem přes jeden milion kusů. Cuomo byl navzdory svému úspěchu unavený z monotónnosti a osamělosti během turné a vyvinul se u něho „obrovský komplex méněcennosti“ co se týče rockové hudby. „Myslel jsem si, že mé písně jsou opravdu jednoduché a hloupé a já jsem chtěl psát složitou, intenzivní a krásnou hudbu."

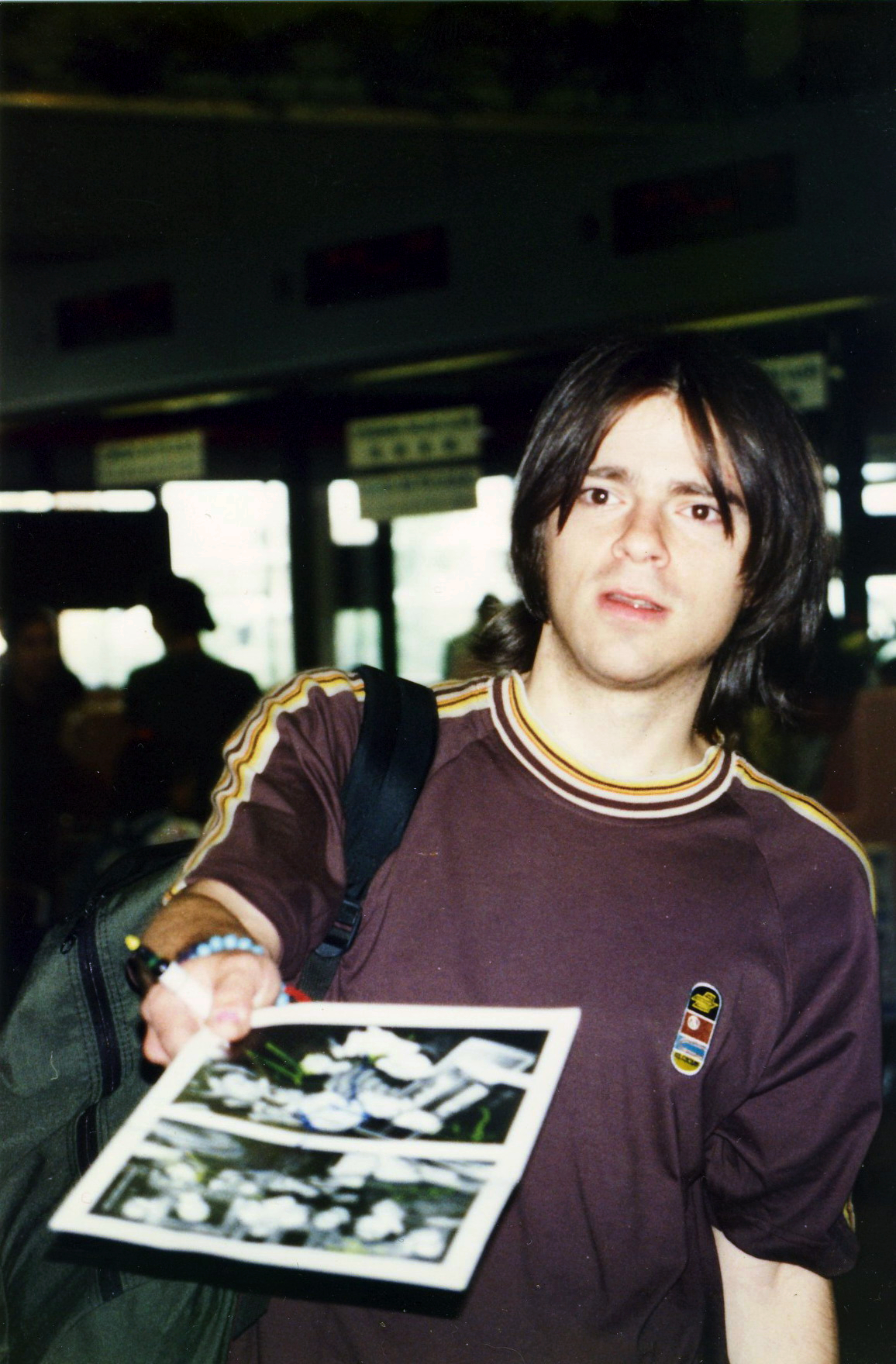
Cuomo na mezinárodním letišti Don Mueang v Bangkoku v roce 1997

V březnu 1995 podstoupil Cuomo operaci k prodloužení levé nohy, která byla o 44 mm kratší než pravá. Operace spočívala v chirurgickém zlomení kosti, po němž následovaly měsíce nošení ocelové ortézy a bolestivé návštěvy fyzioterapie. To ovlivnilo jeho psaní písní, jelikož trávil dlouhá období hospitalizován pod vlivem léků proti bolesti.
Na podzim roku 1995 se Cuomo zapsal ke studiu klasické hudební kompozice na Harvardově univerzitě. Pro The New York Times řekl: „Jediný čas, kdy jsem mohl psát písničky, byl, když jsem měl zmraženou večeři v mikrovlnné troubě. Zbytek času jsem dělal domácí úkoly." Byl na konkurzu u sboru 'Harvard-Radcliffe Collegium Musicum', ale nebyl vybrán. Stal se introvertem, nechal si narůst vousy a do svých deníků si psal, jak ho studenti nosící trička Weezer nepoznávají.
Cuomo plánoval, že druhé Weezer album bude rocková opera s názvem Songs from the Black Hole, ale projekt opustil, protože jeho psaní písní se stalo „temnějším, více viscerálním a odhaleným a méně hravým“. Když si uvědomil, že ho nebaví současná klasická hudba a stýskalo se mu po kapele, zanechal studia na Harvardu dva semestry před promocí. V druhém Weezer albu Pinkerton vydaném v září 1996 vyjádřil své pocity izolace a sexuální frustrace, které cítil na Harvardu. S temnějším a drsnějším zvukem, než jaký mělo debutové album, byl Pinkerton považován za neúspěšný, později nicméně dosáhl uznání.
Po albu Pinkerton si Weezer dali tříletou pauzu. Cuomo se ještě dvakrát zapsal na Harvard a dokončil semestry v letech 1997 a 2004. V průběhu semestru 1997 hrál s novou kapelou Homie v Bostonu. V únoru 1998 Cuomo kapelu rozpustil a přestěhoval se do Los Angeles, aby pracoval na nových demech Weezer s Bellem a Wilsonem, nicméně tato setkání byla neplodná. V letech 1998 a 1999 žil v bytě u dálnice v Culver City v Kalifornii. V eseji na Harvardu napsal: „Čím dál více jsem se izoloval. Vypnul jsem svůj telefon. Stěny a strop svého pokoje jsem vymaloval černou barvou a okna jsem zakryl izolací ze skelných vláken.“
Zklamaný kvůli kritice Pinkertonu se Cuomo rozhodl vrátit se k psaní jednodušších a méně osobních písní. Uvedl, že alba Green Album (2001) a Maladroit (2002) byla „velmi záměrně ne o mně. Ne o tom, co se dělo v mém životě. Nebo jsem si to alespoň myslel." Začal také více oceňovat popovou hudbu, jelikož měl pocit, že její různé disciplíny – texty, improvizace a image – vytvářejí mnohostranné umění, „které hýbe lidmi a je důležité a relevantní pro naši kulturu, což vážná klasická hudba právě teď není". V červnu 2006 absolvoval s vyznamenáním titul Bachelor of Arts v angličtině na Harvardu  a byl zvolen do 'Phi Beta Kappa'.
6. prosince 2009 jel Cuomo se svou rodinou a asistentem svým tour busem z Toronta do Bostonu. V newyorském Glenu najeli na zledovatělou silnici a vybourali se. Cuomo utrpěl prasknutí žeber a vnitřní krvácení. Weezer zrušili zbytek koncertů na rok 2009 a přeplánovali je na následující rok. Na scénu se vrátili 20. ledna 2010 vystoupením na Floridské státní univerzitě v Tallahassee na Floridě.

## Ostatní projekty

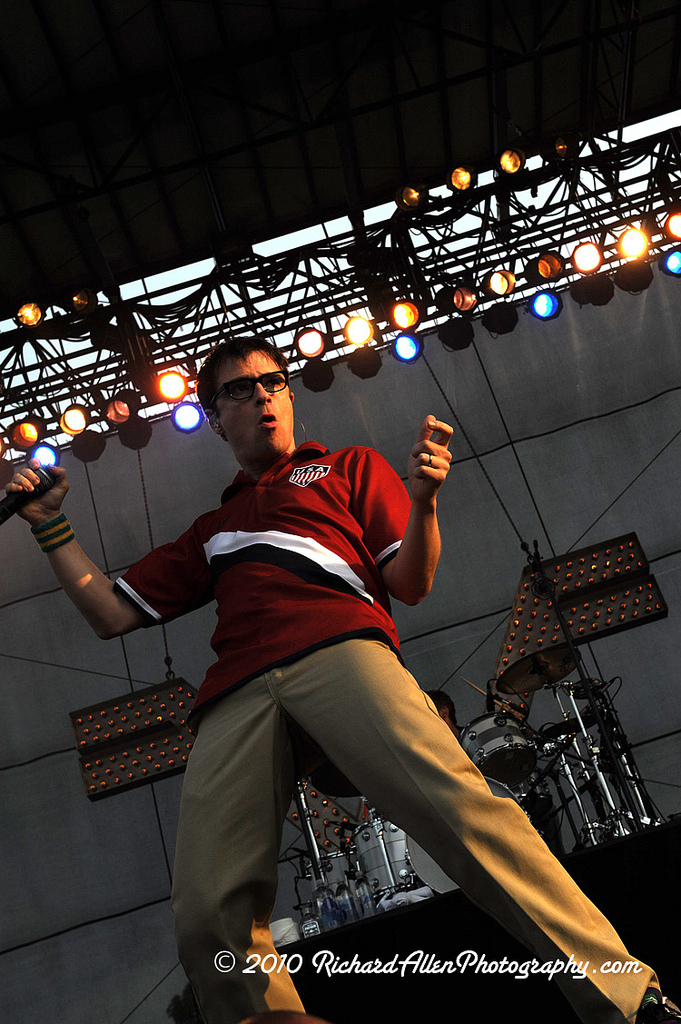
Cuomo vystupující v roce 2009

Během pauzy po vydání Pinkertonu Cuomo založil kapelu Homie a hrál to, co nazýval "goofballové písně" pro svou "country kapelu". Plánovali album, ale vydána byla pouze jedna studiová nahrávka – píseň s názvem „American Girls“. Cuomo se podílel na nahrávkách různých dalších hudebníků (Crazy Town, Cold, Mark Ronson). V letech 2002 a 2003 byl členem kapely AM Radio; on a frontman kapely Kevin Ridel spolu chodili do školy.
Na začátku roku 2004 Cuomo vystoupil s bývalým baskytaristou Weezer Mattem Sharpem na jevišti Kalifornské státní univerzity ve Fullertonu. V únoru téhož roku spolu pracovali na desce, ale nahrávky nikdy nebyly zveřejněny. V březnu 2008 začal Cuomo natáčet na YouTube seriál, ve kterém psal s diváky píseň. Dokončená píseň „Turning Up the Radio“ byla vydána v roce 2010 na kompilačním albu Weezer Death to False Metal.
V prosinci 2007 vydal kompilaci jeho dem nahraných mezi lety 1992 a 2007 s názvem Alone: The Home Recordings of Rivers Cuomo. Následovalo Alone II: The Home Recordings of Rivers Cuomo v listopadu 2008 a v listopadu 2010 Alone III: The Pinkerton Years, které bylo prodáváno výhradně s knihou The Pinkerton Diaries, jež byla kolekcí Cuomových psaní z dob před vydáním Pinkertonu.
Cuomo měl cameo roli v řadě hudebních videí, jako je "Murder" od The Crystal Method a "Cocaine Blues" od The Warlocks. Také se objevil v „Boardwalk“, prvním singlu z alba Music for Cougars kapely Sugar Ray. Podílel se na písni „Magic“ z debutového alba rappera B.o.B, B.o.B Presents: The Adventures of Bobby Ray, které vyšlo v dubnu 2010. Producent a skladatel Lucas Secon v květnovém rozhovoru pro HitQuarters potvrdil, že pracoval s Cuomem jak na singlu Steva Aokiho, tak na „nějakých Weezer věcech“.
V roce 2011 Cuomo pracoval s japonskou zpěvačkou Hitomi na duetu „Rollin' with da Homies“, který s ní napsal v rámci jejího prvního nezávislého alba Spirit. Také se podílel na písni Simple Plan „Can't Keep My Hands Off You“ a písni Mirandy Cosgrove „High Maintenance“. V roce 2013 vydal Cuomo se Scottem Murphym album v japonštině s názvem Scott & Rivers. Album dosáhlo 1. místa v japonských iTunes žebříčcích alternativní hudby. Bylo fyzicky vydáno v Japonsku a digitálně po celém světě prostřednictvím iTunes. V roce 2015 se Cuomo objevil v písni „Snowed In“ z alba 2.0 kapely Big Data. Ve stejném roce spolupracoval s televizí Fox na pilotním dílu sitcomu založeného na jeho životě, DeTour, v němž hrál Cuoma Ben Aldridge. Díl nikdy nebyl zveřejněn.
V roce 2017 se Cuomo podílel na singlu hudebníka RAC "I Still Wanna Know". Rovněž se podílel na singlu "Homewrecker" rappera Vica Mensy, který samploval Weezer singl "The Good Life". Stejného roku se podílel na singlu "Sober Up" kapely AJR. "Sober Up" dosáhl prvního místa v Billboard Alternative Charts, čímž se stal Cuomovým prvním solo singlem mimo kapelu Weezer, který dosáhl první příčky v Billboard Alternative Charts. Také se podílel na singlu "Why Won't You Love Me" kapely 5 Seconds of Summer z alba Youngblood z roku 2018. V roce 2018 pomohl s napsáním dvou singlů "Clock Work" a "Dancing Girl" pro album Hometown kapely Asian Kung-Fu Generation. Cuomo také vystupoval na homecomingu 'Santa Monica College' během poločasové show, na které zahrál cover písně "Africa" od kapely Toto. V roce 2019 napsal a nahrál "Backflip," úvodní píseň k Netflix seriálu Green Eggs and Ham. V roce 2020 na svém webu zveřejnil více než dva tisíce demoverzí a domácích nahrávek.

## Umění

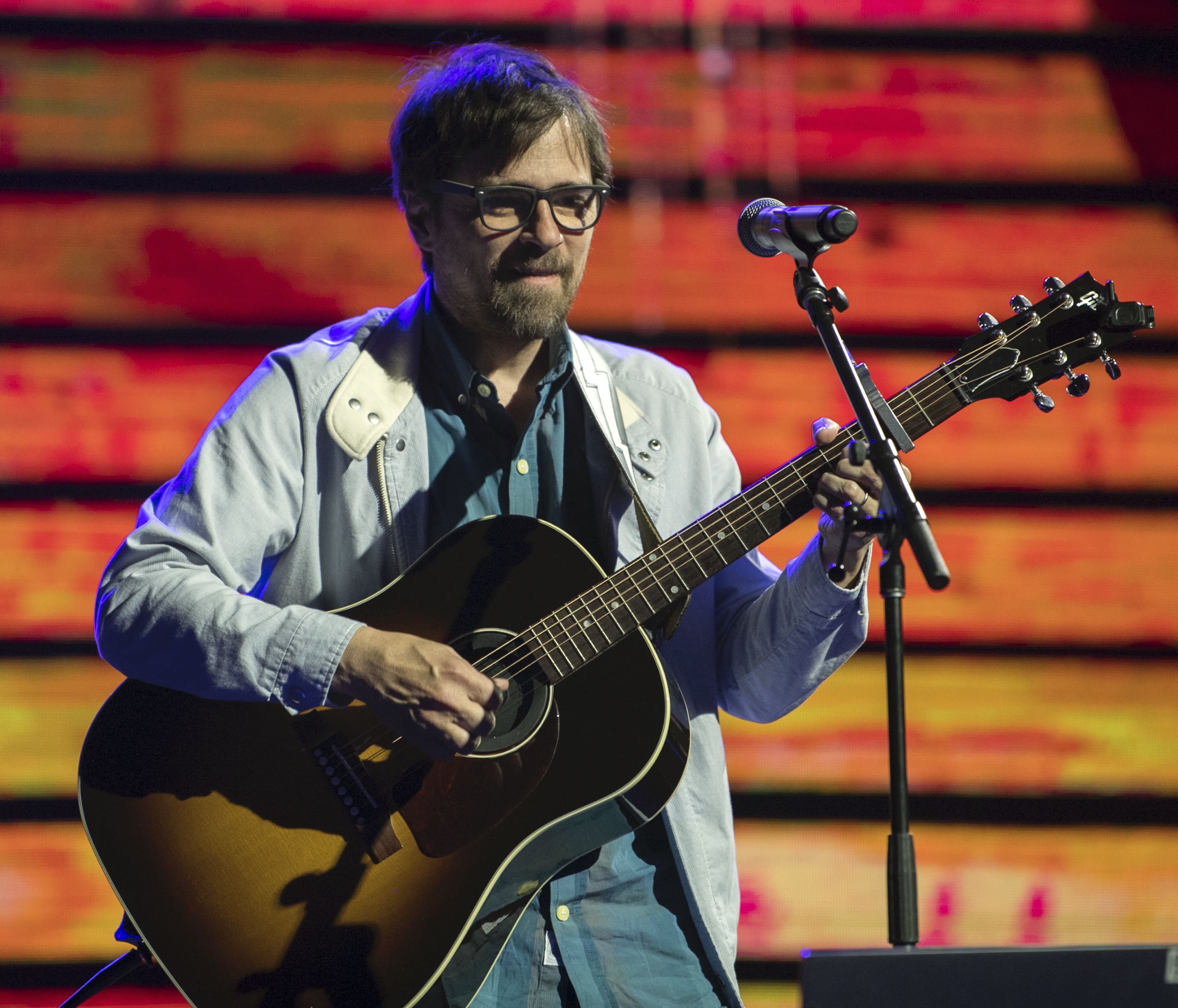
Cuomo vystupující v roce 2018

V roce 2016 Cuomo v podcastu Song Exploder popsal, jakým způsobem psal alba jako je White Album (2016). Na Spotify má hudební playlisty s "cool" akordovými postupy, které má jako inspiraci. Někdy využívá klavír k psaní vokálů, které by jeho hlasové ústrojí bylo "příliš líné" vytvořit. Pomocí vokálů naopak píše kytarová sóla, aby se vyhýbal kytarovým návykům. Vytváří tak sóla, „ke kterým lze zpívat“ s „prostorem v [nich], protože potřebuju dýchat“. Cuomo má tenorový hlasový rozsah.
Cuomův způsob psaní textů spočívá ve psaní myšlenek proudu vědomí do jeho deníku a následném zvýraznění zajímavých částí a jejich přidání do tabulky uspořádané podle počtu slabik a důrazu v přízvuku. Když jde napsat píseň, vybere části, které sedí do melodie a sestaví je tak, aby tvořily příběh. Zřídkakdy používá ve svých textech vulgární výrazy, protože „Weezer přišli v době, kdy Jane's Addiction vydali Nothing's Shocking – všichni se snažili být kontroverzní. Ohlédli jsme se k rokenrolovým časům, kdy ještě nebyly drogy – k čistým obrázkům Beach Boys, které nám, ironicky, připadaly rebelské.“ Cuomo experimentuje s různými metodami „soustředění“, jako je půst, které mu pomáhají při psaní písní.

### Vlivy
Cuomo tvrdí, že Beach Boys měli největší vliv na počátky jeho skládání písní. Magazínu Upset prozradil:
„Pamatuju si, když mi bylo 21 nebo 22 a Weezer se dali dohromady. Šel jsem v Santa Monice do místního obchodu s použitými deskami s úmyslem koupit si album s klasickou hudbou, která měla mít obrovský vliv na mě a mé psaní písní pro Weezer. Prošel jsem všechny desky a vybral jsem z nich dvě. Jednou z nich byli Led Zeppelin, druhou byla Pet Sounds od Beach Boys. Bylo to skoro jako hození mincí, ale nakonec jsem vybral Pet Sounds a opravdu jsem si ty melodie, postupy akordů a emoce na té desce zamiloval. Představovali jeden z největších vlivů na prvotní hudbu Weezer."

Během turné s Weezer, které následovalo po vydání alba Blue Album, Cuomo hodně poslouchal opery Aida (1871) a Madama Butterfly (1904), rockovou operu Jesus Christ Superstar (1970) a muzikál Les Misérables (1980), který ovlivnil skladbu Pinkertonu a nevydaného alba Songs from the Black Hole.
Mezi další vlivy patřili Beatles, Kiss, Nirvana, Giacomo Puccini, Green Day, Jane's Addiction, Cat Stevens, Lou Barlow, The Who, Pixies, Stevie Ray Vaughan, Mike Smith a Sonic Youth . Na konci 90. let si pro sebe Cuomo vytvořil „Encyklopedii popu“ – tříkroužkovou vazbu, v níž zkoumal popové a rockové písně umělců jako je Nirvana, Green Day a Oasis. V roce 2008 řekl, že jeho největší inspirací v poslední době byl rapper Eminem. Chválil jeho „kreativitu, vášeň, vynalézavost a hravost“.

## Vybavení

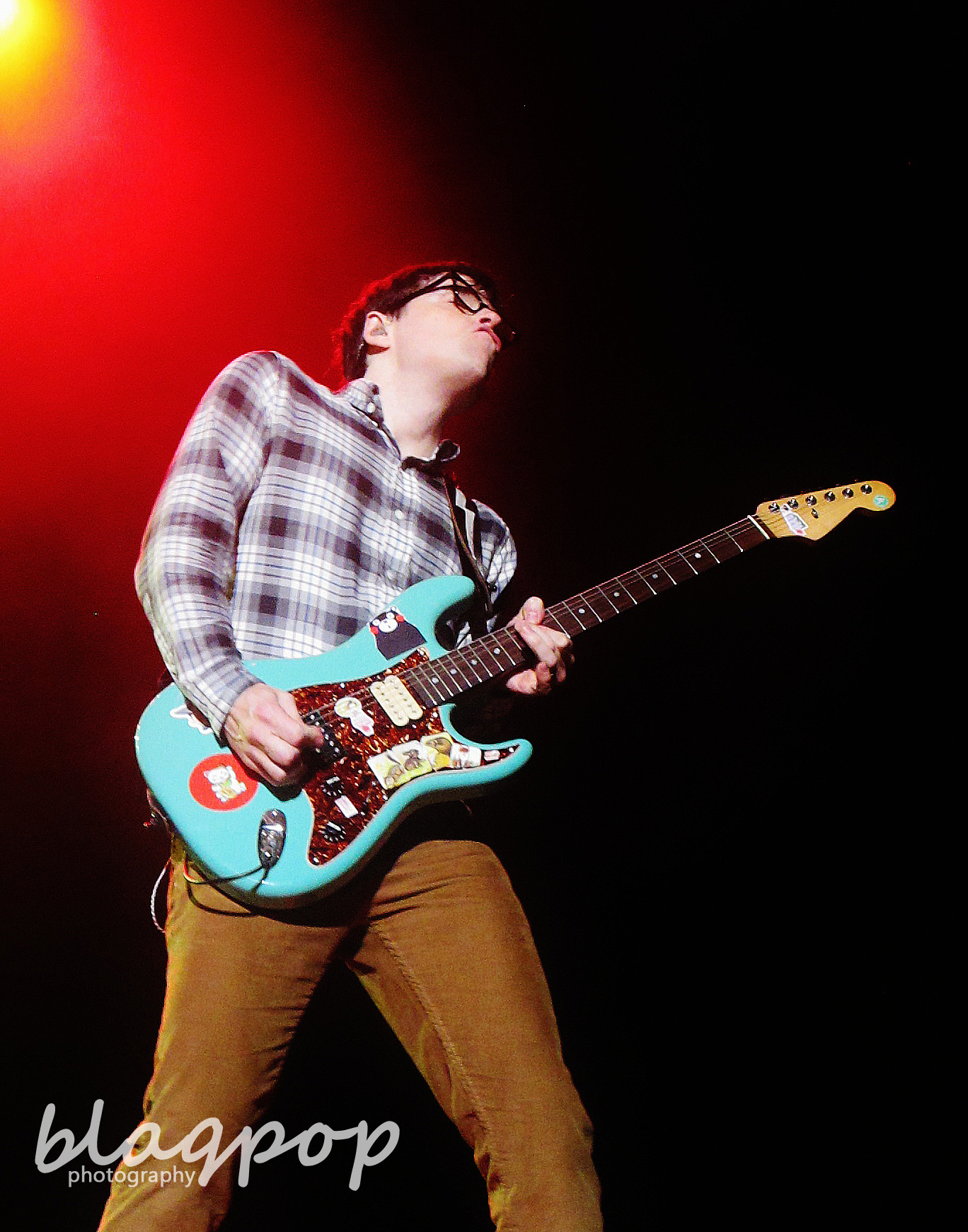
Cuomo vystupující v roce 2013

Cuomo nahrál Blue Album s užitím kytar Gibson Les Paul Special a Fender Jaguar zapůjčených od producenta Rica Ocaska. Jeho kytarový zesilovač byl vintage Mesa Boogie Mark I. Na začátku turné hrál na kopii pastelově modrého Warmoth Fender Stratocasteru se snímači Seymour Duncan a DiMarzio a se zesilovači Marshall, kytara byla nicméně zničena na konci roku 1997. V posledních letech používá další kopie Warmoth Strat (v modré, pastelově zelené, černé a blond) a také Gibson SG lakovaný bílou barvou s kobylkovým snímačem Seymour Duncan. Během Hella Mega Tour v roce 2021 hrál Cuomo i na kytaru Jackson Rhoads, což bylo jakýmsi vyjádřením úcty k Randymu Rhoadsi. Zřejmě to má souvislost s tím, že nedávno použil Rhoadsovo sólo z "Crazy Train". Kytary byly zapojeny do zesilovače Kemper Profiler.

## Osobní život
V roce 2004 Cuomo složil slib sexuální abstinence a držel ho do své svatby v roce 2006. 18. června 2006 se oženil s Kyoko Ito, kterou potkal v březnu 1997 na jednom ze svých sólových koncertů v Middle East klubu v Cambridge, Massachusetts. O ruku ji požádal v Tokiu chvíli před Vánocemi 2005. Svatba se konala na pláži v Paradise Cove v Malibu a zúčastnili se jí všichni minulí i současní členové Weezer (kromě Mikeyho Welshe) a Kevin Ridel a Rick Rubin. Pár má dvě děti: dceru Miu narozenou v roce 2007 a syna Lea narozeného v roce 2011. 
Cuomo se narodil se stejně dlouhýma nohama, ale jak rostl do své plné výšky, jeho levá noha se stala téměř o dva palce kratší než pravá. Po úspěchu alba Blue Album podstoupil Cuomo operaci Ilizarovou technikou. Ta spočívala v chirurgickém zlomení kosti nohy, po němž následovalo několik měsíců nošení ocelové ortézy. Musel si v ní "protahovat" nohu čtyřikrát denně; Cuomo přirovnal utrpení k „ukřižování [jeho] nohy“.
Cuomo je od dětství vegetarián. V roce 2002 nicméně sdělil reportérovi, že možná začne jíst maso pravidelně, a uvedl, že už jedl „v Tokiu nějaký druh grilovaného hovězího“.
Cuomo praktikuje meditaci Vipassanā, byl studentem S. N. Goenka. Od roku 2009 učí dětskou meditaci tak, jak ji učil Goenka. Cuomo pomohl získat hudební autorská práva a poskytl finanční podporu dokumentu z roku 2007 s názvem The Dhamma Brothers. Dokument popisoval zavedení meditace Vipassanā ve státní věznici v Alabamě.
Cuomo byl v mládí fanouškem fotbalu. V roce 2006 napsal píseň „My Day Is Coming“ na poctu americkému mužskému fotbalovému týmu a v roce 2010 napsal „Represent“, „neoficiální hymnu“ pro americký tým, která byla vydána jako singl Weezer dne 11. června, den před zahájením zápasů týmu USA proti Anglii na mistrovství světa. Na začátku roku 2008 hrál Cuomo v 'Mia and Nomar Celebrity Soccer Challenge' a trefil ve hře gól. Video k "Lover in the Snow" z alba Alone je o této hře a jeho lásce k fotbalu v době, kdy vyrůstal. V srpnu 2009 se Cuomo zúčastnil spolu s hercem Michaelem Cerou turnaje 'Athletes for Africa 5v5 Charity Soccer Tournament' v kanadském Torontu.
Cuomo vystoupil na předvolebním shromáždění pro demokratického kandidáta na prezidenta Andrewa Yanga v Iowě 1. listopadu 2019, přestože Yanga vysloveně nepodporoval.
Mezi Cuomovy koníčky patří programování, absolvoval kurz CS50 a spravuje svůj profil na GitHubu.

## Diskografie
S Weezer
- Weezer (Blue Album) (1994)
- Pinkerton (1996)
- Weezer (Green Album) (2001)
- Maladroit (2002)
- Make Believe (2005)
- Weezer (Red Album) (2008)
- Raditude (2009)
- Hurley (2010)
- Death to False Metal (2010)
- Everything Will Be Alright in the End (2014)
- Weezer (White Album) (2016)
- Pacific Daydream (2017)
- Weezer (Teal Album) (2019)
- Weezer (Black Album) (2019)
- OK Human (2021)
- Van Weezer (2021)
- SZNZ: Spring (2022)
- SZNZ: Summer (2022)
- SZNZ: Autumn (2022)

Scott and Rivers
- スコット と リバース ("Scott & Rivers") (2013)
- ニマイメ ("The Second One") (2017)

Sólo
- Alone: The Home Recordings of Rivers Cuomo (2007)
- Alone II: The Home Recordings of Rivers Cuomo (2008)
- Not Alone – Rivers Cuomo and Friends: Live at Fingerprints (2009)
- Alone III: The Pinkerton Years (2011)
- Alone IV: Before Weezer (2020)
- Alone V: The Blue-Pinkerton Years (2020)
- Alone VI: The Black Room (2020)
- Alone VII: The Green Years (2020)
- Alone VIII: The Maladroit Years (2020)
- Alone IX: The Make Believe Years (2020)
- Alone X: The Red-Raditude-Hurley Years (2020)
- Alone XI: The EWBAITE Years (2020)
- Alone XII: The White Year (2020)
- Alone XIII: The Pacific Daydream Years (2021)